# Heliophanillus
Heliophanillus là một chi nhện trong họ Salticidae.